# Верміна
Верміна (бербер. ⴼⴻⵔⵎⵉⵏⴰ; д/н — після 200 до н. е.) — цар племінного союзу масесиліїв з 202 року до н. е.

## Життєпис
Син царя Сіфакса. Вперше згадується в джерелах 204 року до н. е., коли разом з батьком виступив проти Масинісси, царя массіліїв. Згодом брав участь у кампаніях 203 і 202 років до н. е. проти останнього.
Після загибелі батька 202 року до н. е. оголошується царем. Зберіг вірність союзу з Карфагеном. Того ж року брав участь у битві при Замі, де його військо зазнало великих втрат. 201 року до н. е. спрямував до римлян посольство з проханням укласти мир та визнати його другом римського народу. 200 року до н. е. значна частина його царства було передано Римом цареві Масиніссі.
Втім його син Аріобарзан зберіг якусь частку. дата смерті Верміни невідома.